# スプマレトロウイルス亜科
スプマレトロウイルス亜科（Spumaretrovirinae）は、一般的にスプマウイルス（spuma、ラテン語で「泡」を意味する）またはfoamy virusと呼ばれ、レトロウイルス科の亜科である。スプマウイルスは外来性ウイルスで、表面にprominentなスパイクを持つ特異な形態を持つ。ビリオンは多量の完全長の二本鎖DNAを含んでおり、これらのウイルスでは組み立てはかなり珍しい。スプマウイルスは多くのエンベロープウイルスとは異なり、エンベロープ膜は細胞膜の代わりに小胞体からの出芽によって獲得される。equine foamy virus（EFV）を含むいくつかのスプマウイルスは細胞質膜から出芽する。
これらのウイルスの例としては、en:simian foamy virusやen:human foamy virusがある。
スプマウイルスはin vitroでは宿主細胞内に特徴的な大きな空胞を形成するが、in vivoでは疾患との関連はない。